# Islandsk rektion
Rektion er læren om, hvordan ord styrer kasus i de sprog som faldbøjes. På islandsk kan de fleste ordklasser styre et eller flere kasus, og dette gennemgås nedenfor. De ordklasser som forekommer hyppigst i regerende funtion er verber og præpositioner, og når man nævner rektion, så tænker de fleste nok på dem. De gives derfor forrang, men faktisk kan et antal andre ordklasser regere fald, som illustreret nedenfor.

## Verber
Selv om vi forsøger at give regler for verbernes faldstyring, hvor de da findes, må man i sidste ende lære udenad, hvilket kasus verberne styrer. F.eks. betyder både hitta (med akkusativ) og mæta (med dativ) at møde, om end undertiden med en lille betydningsforskel. Mæta betyder snarere at støde [tilfældigt] på mens hitta tenderer til at betyde et aftalt møde.

### Akkusativ
Mange verber styrer akkusativ. Nogle eksempler.
Finna (at finde): Loks fundum við stöðina (Til sidst fandt vi stationen).
Sjá (at se): Þaðan er hægt at sjá hafið (Derfra er det muligt at se havet ).

### Dativ
Atter andre styrer dativ. Ofte er det sådanne, der udtrykker noget med at sætte noget i bevægelse, men der er mange undtagelser.
Hann safnar frímerkjum (Han samler frimærker).
Hver ætlar að kasta fyrsta steininum? (Hvem vil kaste den første sten?)
Hann ýtti henni frá sér (Han skubbede hende fra sig.).

### Genitiv
Et mindre antal verber styrer genitiv.
Hún saknaði afa síns  Hun savnede sin bedstefar.
Hertil hører også gæta (at passe på), njóta (nyde) og flere.
Leita, at søge og bíða at vente på kan styre genitiv, men det er i moderne sprogbrug mere almindeligt at sige leita að og bíða eftir (+ dativ i begge tilfælde), men ikke leita að eller bíða eftir.
Bíddu mín (genitiv), men bíddu eftir mér (præposition med dativ), vent på mig.
Ved spyrja (at spørge) kan vi vælge, om vi bruger den faste ordlyd spyrja frétta i stedet for spyrja eftir fréttum eller spyrja um fréttir. De senere eksempler er ikke direkte forbudt, men dog meget sjældnere.

### Akkusativ og akkusativ
Allir kölluðu hana bjána (Alle kaldte hende et fjols).

### Dativ og akkusativ
Når verber har både hensynsled og genstandsled, står hensynsled oftest i dativ og genstandsled i akkusativ --- se nedenfor for det modsatte tilfælde.
Ég gaf mömmu minni blómin Jeg gav blomsterne til min mor.

### Akkusativ og dativ
Her har vi hensynsled i akkusativ og genstandsled i dativ. Ordfølgen er i dette tilfælde ikke fleksibel.
Hann svipti mig vinnunni Han tog mit job fra mig.

### Akkusativ og genitiv
Tekst mangler, hjælp os med at skrive teksten

### Dativ og dativ
Tekst mangler, hjælp os med at skrive teksten

### Dativ og genitiv
Tekst mangler, hjælp os med at skrive teksten

## Præpositioner
Bruno Kress' klassificering og rækkefølge følges for det meste her. Præpositionerne opregnes efter deres rektion, dvs. efter hvilket fald de styrer.

### Akkusativ
Um.
Gegnum (í gegnum).
Kringum (í kringum).
Umhverfis.
Umfram.

### Dativ
Af.
Frá.
Úr.
Undan.
Að.
Móti (á móti), mót.
Gegn, gegnt.
Andspænis, gagnvart, öndvert.
Samkvæmt.
Hjá.
Nærri, nær, næst, nálægt.
Fjarri, fjær.
Handa.

### Akkusativ eller dativ
Hovedreglen for, om præpositionen tager akkusativ eller dativ, er den samme som på tysk, dvs. akkusativen benyttes, når det drejer sig om en bevægelse fra eller til et sted, mens dativen betegner ophold på stedet.
Í.
Á.
Yfir.
Undir.
Fyrir.
Eftir.
Með.
Við.

### Genitiv
Til.
Milli, millum.
Megin.
Vegna.
Sakir.
Í stað.
Innan.
Utan.
Ofan.
Neðan.
Norðan.
Austan.
Sunnan.
Vestan.
Handan.
Auk.

## Navneord
Tekst mangler, hjælp os med at skrive teksten

## Stedord
Tekst mangler, hjælp os med at skrive teksten

## Talord
Tekst mangler, hjælp os med at skrive teksten

## Adjektiver
Tekst mangler, hjælp os med at skrive teksten

## Adverbier
Tekst mangler, hjælp os med at skrive teksten

## Frifald
Hermed menes der faldord i akkusativ, dativ eller genitiv som ikke styres af noget bestemt ord. Den islandske betegnelse er aukafallsliður hvor aukafall (ekstrafald) er islandsk for en oblik kasus. Liður betyder led, altså i dette fald et sætningsled. Vi vil indtil videre kalde dem frifald. Man kan sammenligne de forskellige tilfælde med latin, som har et stort antal af sådanne konstruktioner.

### Akkusativ
Tidsakkusativ (accusativus temporis): Hann var einn dag á leiðinni. (Han var en dag undervejs.)

### Dativ
Instrumentaldativ (ablativus instrumentalis): Hann klæddi sig hlýjum fötum. (Han tog varme klæder på.)

### Genitiv
Tidsgenitiv: Hann les kvölds og morgna. (Han læser morgen og aften.)
Artsgenitiv: Aukafallsliðir eru margs konar. (Der findes mange slags frifald.)